# João Vaz
Pour les articles homonymes, voir Vaz.
João José Vaz, né le 9 mars 1859 à Setúbal et mort le 17 février 1931 à Lisbonne, est un peintre et décorateur portugais spécialisé dans les sujets maritimes. 

## Biographie
En 1872, il s'inscrit à l'Académie des beaux-arts (qui fait maintenant partie de l'Université de Lisbonne ), où il étudie auprès d'António Carvalho da Silva Porto. Il obtient son diplôme six ans plus tard. En 1881, il tient sa première exposition à la Société géographique de Lisbonne. Plus tard, il expose plus largement, notamment à la Sociedade Promotora de Belas-Artes, à la Guilde des Artistes et à la Sociedade Nacional de Belas-Artes. Il est également membre du "Lion's Group" , une association informelle d'artistes et d'écrivains qui se réunissent à la Taverne du Lion d'Or dans le but de promouvoir le naturalisme dans les arts. 

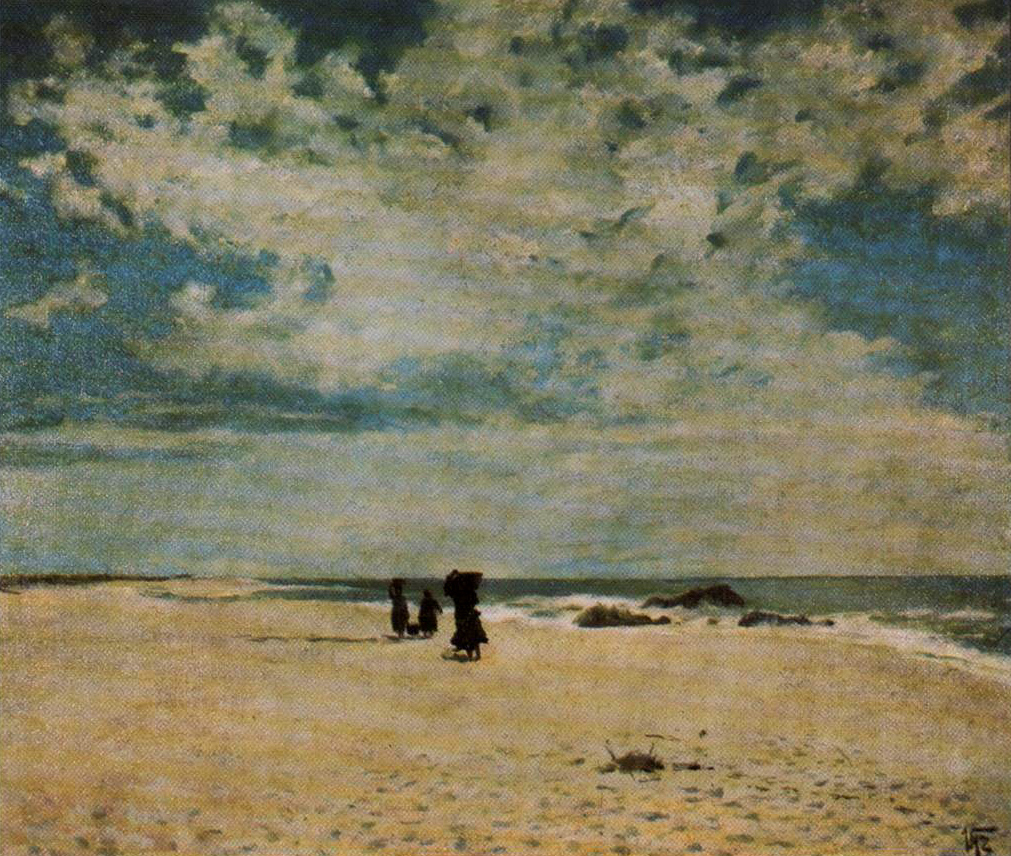
Sur la plage (date inconnue)

Il était particulièrement connu pour ses peintures maritimes et ses illustrations pour plusieurs magazines, dont Branco e Negro  (1896-1898), Atlantida  (1915-1920) et Contemporânea  (1915-1926). 
En 1884, il devint professeur à l'"Escola Industrial Afonso Domingues" (du nom d'un architecte du XIVe siècle), où il est par la suite promu au poste de directeur. En 1912, il siège à une commission gouvernementale chargée d'établir de nouveaux programmes d'enseignement commerciaux et industriels dans les écoles primaires et secondaires. Deux ans plus tard, il  inaugure le nouveau système à l'Escola de Desenho Industrial de Setúbal. 
Outre ses toiles, il décore de nombreux bâtiments publics et privés, notamment la salle de réunion de l'Assemblée de la République, le théâtre Garcia de Resende à Évora, l' hôtel Buçaco Palace et le palais de Belém . Il crée également des dessins de timbres-poste commémoratifs